# Андерсон, Эжени
Хелен Эжени Мур Андерсон (англ. Helen Eugenie Moore Anderson; 26 мая 1909, Адэр, Айова, США — 31 марта 1997, Ред-Уинг, Миннесота, США) — американский политик и дипломат, первая женщина-посол Соединённых Штатов Америки, а также первая женщина, представлявшая США в Совете Безопасности ООН.

## Биография
Эжени Андерсон родилась 26 мая 1909 года в Адэре, штат Айова. После окончания средней школы изучала игру на фортепиано в Джульярдской школе в Нью-Йорке и мечтала стать пианисткой. В 1929 году перевелась в Карлтонский колледж в Нортфилде, Миннесота, который окончила в 1931 году. Во время обучения в колледже познакомилась с художником Джоном Пирсом Андерсоном, за которого вышла замуж в 1929 году. Вместе с мужем жили в Нью-Йорке до 1932 года, после чего вернулись в Миннесоту.

## Карьера
В 1937 году вместе с мужем отправилась в Европу. На тот момент в Германии Адольф Гитлер аннексировал Рейнскую область, лишил евреев гражданства и переделал систему образования в инструмент партийной идеологической обработки. Там Эжени Андерсон увидела парад пятилетних мальчиков, одетых в нацистскую военную форму, маршировавших по улицам. Она была напугана тем, что таких маленьких детей готовят к войне. После этой поездки у неё появился интерес к политике, что способствовало началу её политической карьеры. По возвращении в Соединённые штаты она вступила в «Лигу женщин–избирателей», где активно поддерживала создание Организации Объединённых Наций. Она вступила в Демократическую партию, где активно сотрудничала с Хьюбертом Хамфри в ликвидации коммунистической фракции в партии Миннесоты. Благодаря их усилиям произошло слияние Демократической и фермерской лейбористской партии в 1944 году. В 1948 году Андерсон была избрана членом национального комитета Демократической партии.
В 1948 году в Миннесоте на протяжении всего осеннего избирательного сезона участвовала в предвыборной кампании Хьюберта Хамфри, помогая ему получить место в Сенате, и была активным участником избирательной кампании Гарри Трумэна, призывая Миннесоту голосовать за президента. В 1949 году была назначена Гарри Трумэном послом США в Дании (1949—1953). Эжени Андерсон была первой женщиной-послом США.
Как посол она быстро завоевала расположение датчан, выучив их язык и путешествуя по стране. Эжени Андерсон принимала участие в составлении нового договора о торговле и дружбе с Данией, а в 1950 году стала первой американской женщиной, подписавшей официальное дипломатическое соглашение. В 1951 году участвовала в переговорах по соглашению, которое позволяло Соединенным Штатам использовать военно-воздушные базы в Гренландии. Также она убедила Данию взять на себя более твёрдые обязательства перед НАТО. В 1953 году король Дании Фредерик IX наградил Эжени Андерсон орденом Даннеброга.
Андерсон покинула должность посла в январе 1953 года и вернулась в Ред-Уинг. На протяжении следующих девяти лет она активно занималась политической деятельностью. В 1959 году участвовала в предвыборной кампании на пост Сенатора США, но проиграла Юджину Маккарти.
В 1962 году президент Джон Кеннеди назначил Андерсон послом США в Болгарии (1962—1964). Эжени Андерсон была первой женщиной, представлявшей Соединенные Штаты в стране, союзной СССР. Как и в Дании, в Болгарии Андерсон учила местный язык и активно общалась с местным населением.
Через два года подала прошение об отставке президенту Линдону Джонсону. После возвращения в США, Эжени Андерсон стала первой женщиной, представлявшей США в Совете Безопасности ООН (с 1965 г.). В 1968 и 1972 гг. была главным советником в предвыборной кампании Хамфри на пост президента; в 1970 г. — главным советником в кампании Хамфри в Сенат.

### Семья
Была замужем за Джоном Пирсом Андерсоном, с которым прожила в браке 67 лет. У пары было двое детей.
Умерла 31 марта 1997 года в возрасте 87 лет, в своём доме в Ред-Уинге, штат Миннесота.